# ESP32
ESP32 je řada levných SoC mikrokontrolérů s nízkou spotřebou a s integrovaným rozhraním Wi-Fi a Bluetooth v duálním režimu vhodných pro Internet věcí (IoT). Řada ESP32 využívá buď mikroprocesor Tensilica Xtensa LX6 v dvoujádrovém nebo jednojádrovém provedení, dvoujádrový mikroprocesor Xtensa LX7 nebo jednojádrový mikroprocesor RISC-V a obsahuje vestavěné anténní přepínače, VF symetrizační člen, výkonový zesilovač, nízkošumový přijímací zesilovač, filtry a moduly správy výkonu. Řadiče ESP32 vytvořila a vyvinula čínská společnost Espressif Systems se sídlem v Šanghaji, a vyrábí jej společnost TSMC svým 40 nm procesem. Jde o následníka mikrořadiče ESP8266.

## Vlastnosti
ESP32 má následující vlastnosti:
- Procesory:

Funkční blokový diagram ESP32

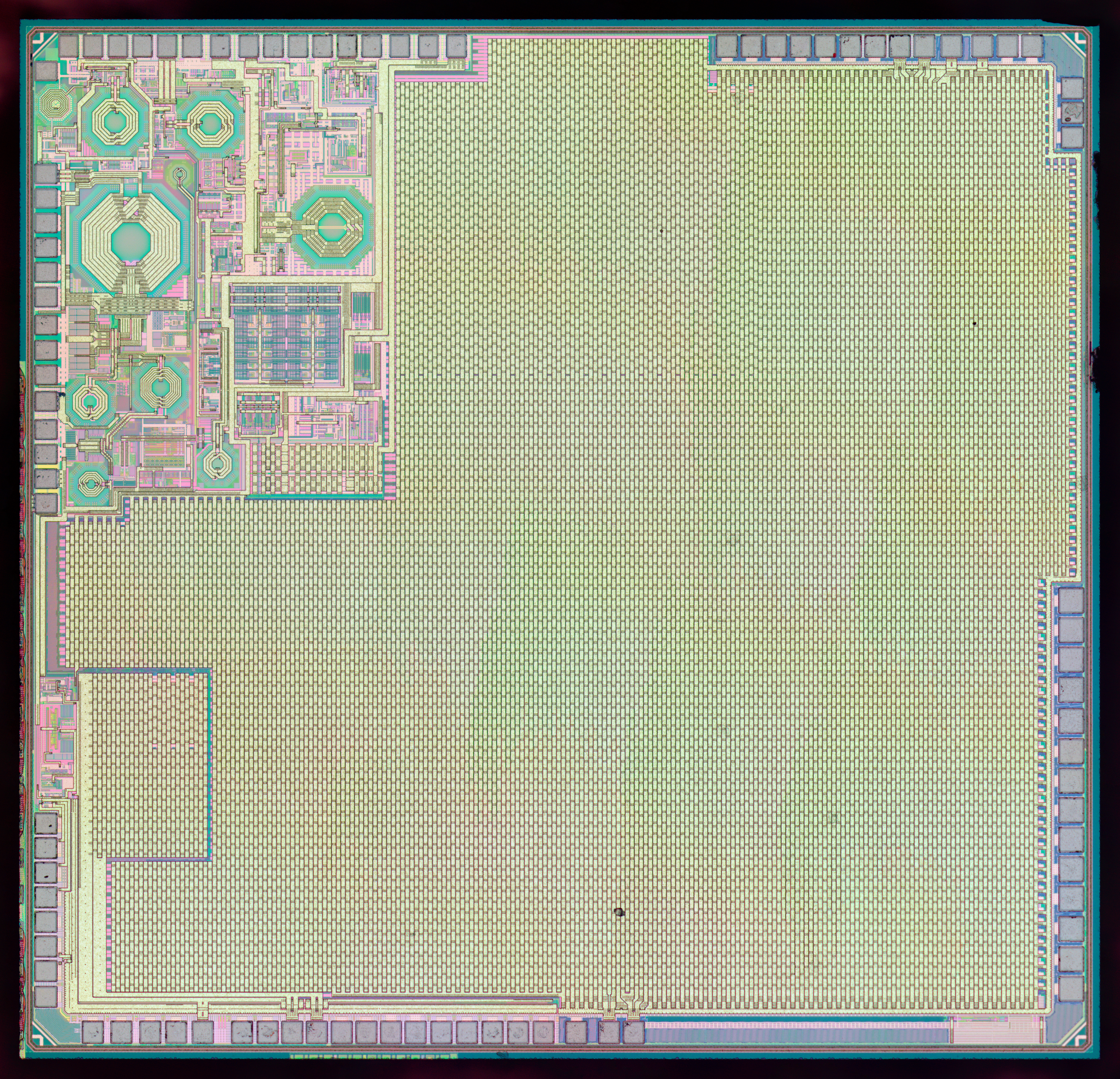
Čip ESP32

  - CPU: Xtensa dvoujádrový (nebo jednojádrový) 32bitový LX6 mikroprocesor, s hodinovým kmitočtem 160 nebo 240 MHz a provádění v až 600 DMIPS
  - Koprocesor s ultra nízkým příkonem (ULP)
- Paměť: 520 KiB RAM, 448 KiB ROM
- Bezdrátová konektivita:
  - Wi-Fi: 802.11 b/g/n
  - Bluetooth: v4.2 BR/EDR a BLE (rádio sdílené s Wi-Fi)
- Periferní rozhraní:
  - 34 programovatelných linek GPIO
  - 12bitový SAR A/D převodník s až 18 kanály
  - 2 8bitové D/A převodníky
  - 10 dotykových senzorů (GPIO s kapacitním snímáním)
  - 4 × SPI
  - 2 × rozhraní I²S
  - 2 × rozhraní I²C
  - 3 × UART
  - SD/SDIO/CE-ATA/MMC/eMMC server řadič
  - SDIO/SPI podřízené řadič
  - Ethernet MAC rozhraní s vyhrazeným DMA a plánovanou podporou IEEE 1588 Precision Time Protocol[3]
  - CAN bus 2.0
  - Infračervené dálkové ovládání (TX/RX, s až 8 kanály)
  - Čítač impulzů (umožňující plně kvadraturní dekódování)
  - PWM výstup pro motor
  - PWM výstup pro LED (s až 16 kanály)
  - Analogový předzesilovač s ultranízkou spotřebou
- Datová bezpečnost:
  - Podporuje všechny bezpečnostní prvky standardu IEEE 802.11, včetně WPA, WPA2, WPA3 (podle verze)[4] a WLAN Authentication and Privacy Infrastructure (WAPI)
  - Secure boot
  - Flash šifrování
  - 1024bitové OTP, pro zákazníky až 768bitové
  - Kryptografické hardwarové akcelerátory: AES, SHA-2, RSA, kryptografie nad eliptickými křivkami (ECC), generátor náhodných čísel (RNG)
- Řízení spotřeby:
  - Interní regulátor s nízkým úbytkem napětí
  - RTC v samostatné výkonové doméně
  - odběr 5 μA v režimu hlubokého spánku
  - Probuzení GPIO přerušením, časovačem, ADC měřeními, přerušením z kapacitního dotykového senzoru

### Vestavěné úložiště
ESP32 obsahuje následující integrovanou paměť:
| Velikost    | paměti  |
| ----------- | ------- |
| SRAM        | 520 KiB |
| Flash paměť | 448 KiB |
| NVRAM       | 16 KiB  |

## Rodina ESP32-xx
Od vydání původního ESP32 bylo představeno a ohlášeno mnoho variant, které tvoří rodinu mikrokontrolérů ESP32. Tyto čipy mají různé procesory a funkcionality, ale všechny sdílí stejné SDK a jsou z větší části kódově kompatibilní. Navíc existují novější varianty ESP32 (např. ESP32 ECO V3). Viz také https://gist.github.com/sekcompsci/2bf39e715d5fe47579fa184fa819f421

### ESP32
- Jedno- nebo dvoujádrové 32bitové mikroprocesory Xtensa LX6
- Podpora aritmetické jednotky s pohyblivou řádovou čárkou (FPU) s jednoduchou přesností
- Wi-Fi: 802.11 b/g/n
- Bluetooth: v4.2 BR/EDR a BLE (s rádiovou částí sdílenou s Wi-Fi)
- 34 programovatelných GPIO linek
- 12bitový SAR A/D převodník s až 18 kanály
- 2 x 8bitové D/A převodníky

### ESP32-S2
- Jednojádrový procesor Xtensa LX7, až 240 MHz
- bez aritmetické jednotky s pohyblivou řádovou čárkou (FPU)[6]
- 320 KiB SRAM, 128 KiB ROM a 16 KiB RTC SRAM
- Wi-Fi 2.4 GHz (IEEE 802.11b/g/n)[7]
- Žádný Bluetooth
- 43 programovatelných GPIO linek[7]
- 2 13bitové SAR A/D převodníky, s až 20 kanály
- USB OTG

### ESP32-S3
- Dvoujádrový procesor Xtensa LX7 s hodinovým kmitočtem až 240 MHz,[8] a podporující FPU s pohyblivou řádovou čárkou (FPU) s jednoduchou přesností
  - Přidané instrukce pro zrychlení aplikací strojového učení
- 512 KiB SRAM, 384 KiB ROM a 16 KiB RTC SRAM
- Umožňuje připojení externí PSRAM a Flash pomocí Quad SPI nebo Octal SPI, a sdílení stejného adresního prostoru o velikosti 32 MiB
- RISC-V (RV32IMC) koprocesor s ultranízkou spotřebou s hodinovým kmitočtem přibližně 17,5 MHz
- FSM koprocesor s ultranízkou spotřebou podobný předchozímu ESP32 a ESP32-S2
- Wi-Fi 2.4 GHz (IEEE 802.11 b/g/n)[9]
- Bluetooth 5 (LE)
- 45 programovatelných GPIO linek
- bez zabudovaného adaptéru Ethernet
- 2 12bitové SAR A/D převodníky s až 20 kanály
- USB OTG

### ESP32-C2
- 32bitový RISC-V jednojádrový procesor, s hodinovým kmitočtem až 120 MHz, implementující RV32IMC ISA [10]
- Výkon a VF schopnosti a úrovni své doby
- 576 KB ROM, 272 KB SRAM (16 KB pro cache) na čipu
- 14 programovatelných GPIO linek: SPI, UART, I2C, LED PWM řadič, obecný řadič DMA (GDMA), SAR A/D převodník, teplotní senzor

### ESP32-C3

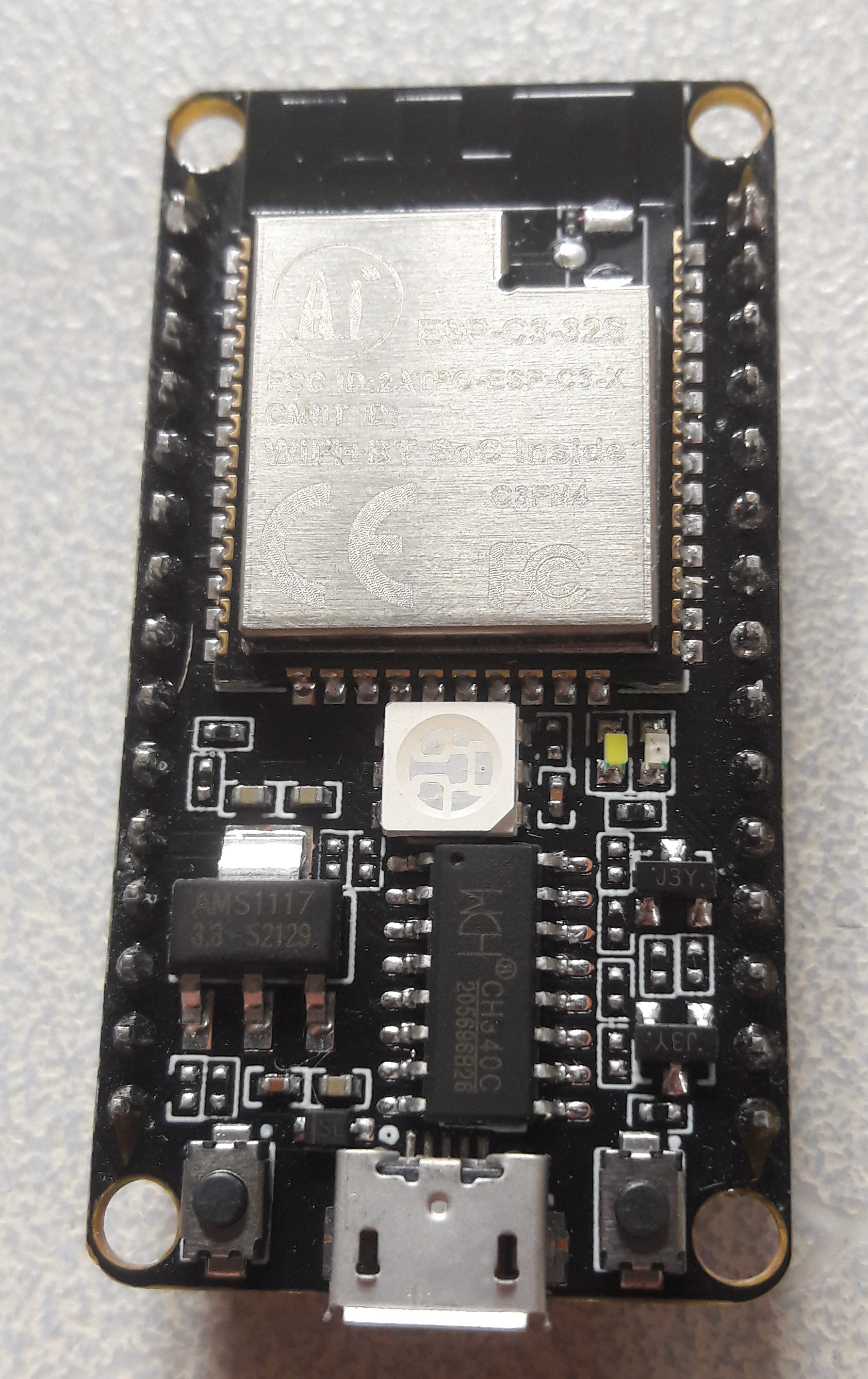
Deska NodeMCU s ESP32-C3-32S

- Jednojádrový 32bitový procesor RISC-V, až 160 MHz[11]
- 400 KiB SRAM, 384 KiB ROM, a 8 KiB RTC SRAM
- Wi-Fi 2.4 GHz (IEEE 802.11b/g/n)[12]
- Bluetooth 5 (LE)[12]
- 22 / 16 programovatelných GPIO linek
- 2 12bitové ADC
- Pinově kompatibilní s ESP8266

### ESP32-C6
- Vysoce výkonný 32bitový procesor RISC-V, až 160 MHz,[13] implementující RV32IMAC
- 32bitový procesor RISC-V s nízkým výkonem, až 20 MHz, implementující RV32IMAC
- 512 KiB SRAM a 320 KiB ROM
- IEEE 802.11ax (Wi-Fi 6) na 2.4 GHz, podporující šířku pásma 20 MHz v 11ax režim, šířku pásma 20 nebo 40 MHz v 11b/g/n režim
- IEEE 802.15.4 (Thread + ZigBee)
- Bluetooth 5.3 (LE)
- 30 (QFN40) / 22 (QFN32) programovatelných GPIO linek

### ESP32-H2
- Jednojádrový 32bitový procesor RISC-V, až 96 MHz
- 256 KB SRAM
- IEEE 802.15.4 (Vlákno + ZigBee)
- Bluetooth 5.3 (LE)
- 19 programovatelných GPIO linek[14]

### ESP32-P4
- Dvoujádrový 32bitový procesor RISC-V s vysokou výkonností, až 400 MHz
- Podporuje aritmetickou jednotku s pohyblivou řádovou čárkou (FPU) s jednoduchou přesností
- Jednojádrový 32bitový procesor RISC-V s nízkou výkonností, až 40 MHz
- 768 KB SRAM na vysoce výkonném jádře systému.
- Integrované hardwarové urychlovače pro různé mediální kodeky, včetně H.264.
- Bez Wi-Fi a Bluetooth.
  - Je-li požadováno bezdrátové spojení, lze snadno zkombinovat s řadou ESP32-C/S/H.
- Více než 50 programovatelných GPIO linek[15]

## Ohlášené

### ESP32-C5
- Jednojádrový 32bitový procesor RISC-V, až 240 MHz[16]
- 400 KiB SRAM a 384 KiB ROM
- IEEE 802.11ax (Wi-Fi 6) na 2.4 a 5 GHz, podporující šířku pásma 20 MHz v režimu 11ax, 20 nebo šířku pásma 40 MHz v režimu 11b/g/n
- Bluetooth 5 (LE)
- Více než 20 programovatelných GPIO linek

## ESP32 v pouzdře QFN
ESP32 se dodává v pouzdře QFN proměnné velikosti s 49 kontakty (48 vývodů po okrajích a jedna velká chladicí ploška spojená se zemí ve spodní části).

### Čipy
Integrovaný systém na čipu ESP32 se dodává v pouzdrech QFN velikosti 6 mm × 6 mm a 5 mm × 5 mm.
| Řada            | Identifikátor | Jader | Rychlost (MHz) | Vestavěná flash paměť (MiB) | Vestavěná PSRAM paměť (MiB) | Linek GPIO | Velikost pouzdra | Popis |
| --------------- | ------------- | ----- | -------------- | --------------------------- | --------------------------- | ---------- | --- | ----- |
| ESP32           |               |       |                |                             |                             |            | |       |
| ESP31B          | 2             | 240   | 0              | 0                           | 34                          | 6 mm×6 mm  | předvydání SoC používané pro beta testy; nyní nedostupné                                                              |       |
| ESP32-D0WDQ6    | 2             | 240   | 0              | 0                           | 34                          | 6 mm×6 mm  | počáteční produkční vydání čipu řady ESP32; nedoporučované pro nové konstrukce (NRND)                                 |       |
| ESP32-D0WD      | 2             | 240   | 0              | 0                           | 34                          | 5 mm×5 mm  | verze s menším pouzdrem podobná ESP32-D0WDQ6; nedoporučované pro nové konstrukce (NRND)                               |       |
| ESP32-D0WDQ6-V3 | 2             | 240   | 0              | 0                           | 34                          | 6 mm×6 mm  | přináší opravy ESP32-D0WDQ6. Nedoporučované pro nové konstrukce (NRND)                                                |       |
| ESP32-D2WD      | 2             | 160   | 2              | 0                           | 34                          | 5 mm×5 mm  | verze s 2 MiB (16 Mibit) vestavěné flash paměti; zrušeno nedoporučované pro nové konstrukce (NRND)                    |       |
| ESP32-S0WD      | 1             | 160   | 0              | 0                           | 34                          | 5 mm×5 mm  | verze s jednojádrovým procesorem nedoporučované pro nové konstrukce (NRND)                                            |       |
| ESP32-D0WD-V3   | 2             | 240   | 0              | 0                           | 34                          | 5 mm×5 mm  | přináší opravy ESP32-D0WD                                                                                             |       |
| ESP32-D0WDR2-V3 | 2             | 240   | 0              | 2                           | 34                          | 5 mm×5 mm  | |       |
| ESP32-U4WDH     | 2             | 240   | 4              | 0                           | 34                          | 5 mm×5 mm  | verze s jednojádrovým procesorem a 4 MiB (32 Mibit) vestavěné flash paměti vyráběla se varianta s 1 procesorem 160MHz |       |
| ESP32-S2        |               |       |                |                             |                             |            | |       |
| ESP32-S2        | 1             | 240   | 0              | 0                           | 43                          | 7 mm×7 mm  | s USB OTG |       |
| ESP32-S2R2      | 1             | 240   | 0              | 2                           | 43                          | 7 mm×7 mm  | s USB OTG |       |
| ESP32-S2FH2     | 1             | 240   | 2              | 0                           | 43                          | 7 mm×7 mm  | s USB OTG |       |
| ESP32-S2FH4     | 1             | 240   | 4              | 0                           | 43                          | 7 mm×7 mm  | s USB OTG |       |
| ESP32-S2FN4R2   | 1             | 240   | 4              | 2                           | 43                          | 7 mm×7 mm  | s USB OTG |       |
| ESP32-S3        |               |       |                |                             |                             |            | |       |
| ESP32-S3        | 2             | 240   | 0              | 0                           | 45                          | 7 mm×7 mm  | s USB OTG s VDD_SPI napětím 3,3V a 1,8V                                                                               |       |
| ESP32-S3R2      | 2             | 240   | 0              | 2                           | 45                          | 7 mm×7 mm  | s USB OTG |       |
| ESP32-S3R8      | 2             | 240   | 0              | 8                           | 45                          | 7 mm×7 mm  | s USB OTG |       |
| ESP32-S3R8V     | 2             | 240   | 0              | 8                           | 45                          | 7 mm×7 mm  | s USB OTG s VDD_SPI napětím 3,3V a 1,8V                                                                               |       |
| ESP32-S3FN8     | 2             | 240   | 8              | 0                           | 45                          | 7 mm×7 mm  | s USB OTG |       |
| ESP32-S3FH4R2   | 2             | 240   | 4              | 2                           | 45                          | 7 mm×7 mm  | s USB OTG |       |
| ESP32-C2        |               |       |                |                             |                             |            | |       |
| ESP8684H1       | 1             | 120   | 1              | 0                           | 14                          | 4 mm×4 mm  | s Bluetooth 5 |       |
| ESP8684H2       | 1             | 120   | 2              | 0                           | 14                          | 4 mm×4 mm  | s Bluetooth 5 |       |
| ESP8684H4       | 1             | 120   | 4              | 0                           | 14                          | 4 mm×4 mm  | s Bluetooth 5 |       |
| ESP32-C3        |               |       |                |                             |                             |            | |       |
| ESP32-C3        | 1             | 160   | 0              | 0                           | 22                          | 5 mm×5 mm  | s Bluetooth 5 |       |
| ESP32-C3FN4     | 1             | 160   | 4              | 0                           | 22                          | 5 mm×5 mm  | nedoporučované pro nové konstrukce (NRND)                                                                             |       |
| ESP32-C3FH4     | 1             | 160   | 4              | 0                           | 22                          | 5 mm×5 mm  | s Bluetooth 5 |       |
| ESP32-C3FH4AZ   | 1             | 160   | 4              | 0                           | 16                          | 5 mm×5 mm  | s Bluetooth 5; piny SPI0/SPI1 pro připojení flash nejsou zapojené                                                     |       |
| ESP8686H4       | 1             | -     | 4              | 0                           | -                           | 4 mm×4 mm  | nedodáváno |       |
| ESP8685H2       | 1             | 160   | 2              | 0                           | 15                          | 4 mm×4 mm  | s Bluetooth 5 |       |
| ESP8685H4       | 1             | 160   | 4              | 0                           | 15                          | 4 mm×4 mm  | s Bluetooth 5 |       |
| ESP32-C6        |               |       |                |                             |                             |            | |       |
| ESP32-C6        | 1             | 160   | 0              | 0                           | 30                          | 5 mm×5 mm  | s Wi-Fi 6 a Bluetooth 5                                                                                               |       |
| ESP32-C6FH4     | 1             | 160   | 4              | 0                           | 22                          | 5 mm×5 mm  | s Wi-Fi 6 a Bluetooth 5                                                                                               |       |
| ESP32-H2        |               |       |                |                             |                             |            | |       |
| ESP32-H2FH2     | 1             | 96    | 2              | 0                           | 19                          | 4 mm×4 mm  | s Bluetooth 5 a Bluetooth Mesh                                                                                        |       |
| ESP32-H2FH4     | 1             | 96    | 4              | 0                           | 19                          | 4 mm×4 mm  | s Bluetooth 5 a Bluetooth Mesh                                                                                        |       |

V roce 2020, čipy ESP32-D0WDQ6 a ESP32-D0WD také got V3 verze (ESP32 ECO V3), který opravuje některé z chyby a přináší vylepšení předchozí verze.

### Moduly
Moduly SoC ESP32 PICO kombinují čip ESP32, krystalový oscilátor, čip flash paměti, filtrovací kondenzátory, a VF přizpůsobovací spoje v jediném pouzdře QFN velikosti 7 mm × 7 mm.
První dodávaný PICO byl ESP32-PICO-D4 se 2 procesory v 240MHz, 4MiB interní flash, 40MHz oscilátorem a 34 linkami GPIO.
V roce 2020 byly představeny moduly ESP32-PICO-V3 a ESP32-PICO-V3-02 vycházející z waferu ESP32 ECO V3. 
V roce 2022 byl představen modul ESP32-S3-PICO-1 s USB OTG a interní PSRAM.
| Identifikátor        | Procesor jádra | Procesor rychlost (MHz) | Vestavěný flash paměť (MiB) | Vestavěný PSRAM paměť (MiB) | GPIO linek | Pouzdro velikost | Popis                                                                                                 |
| -------------------- | -------------- | ----------------------- | --------------------------- | --------------------------- | ---------- | ---------------- | --- |
| ESP32-PICO-D4        | 2              | 240                     | 4                           | 0                           | 34         | 7 mm×7 mm        | Zahrnuje čip ESP32, krystalový oscilátor, flash paměť, filtr kondenzátory, a VF přizpůsobovací spoje. |
| ESP32-PICO-V3        | 2              | 240                     | 4                           | 0                           | 31         | 7 mm×7 mm        | Založený na/vycházející z ESP32 s ECO V3 wafer.                                                       |
| ESP32-PICO-V3-02     | 2              | 240                     | 8                           | 2                           | 29         | 7 mm×7 mm        | Založený na/vycházející z ESP32 s ECO V3 wafer.                                                       |
| ESP32-S3-PICO-1-N8R2 | 2              | 240                     | 8                           | 2                           | 39         | 7 mm×7 mm        | Zahrnuje USB OTG.                                                                                     |
| ESP32-S3-PICO-1-N8R8 | 2              | 240                     | 8                           | 8                           | 39         | 7 mm×7 mm        | Zahrnuje USB OTG.                                                                                     |

## Desky plošných spojů

### Moduly pro desky s povrchovou montáží
Moduly plošných spojů pro povrchovou montáž vycházející z ESP32 přímo obsahuje ESP32 SoC a jsou navrženy tak, aby je bylo možné snadno zabudovat do jiných desek obvodů. Meandrová inverted-F anténa návrhy/konstrukce se používají pro antény na plošném spoji na moduly uvedených níže. Některé moduly obsahují kromě flash paměti pseudostatickou RAM (pSRAM).
| Výrobce/dodavatel | Jméno              | Anténa                        | Flash paměť (MiB) | PSRAM (MiB) | Popis |
| ----------------- | ------------------ | ----------------------------- | ----------------- | ----------- | --- |
| Espressif         | ESP-WROOM-03       | PCB trace                     | 4                 | 0           | Nevyvíjená. Omezený rozdělení, preprodukční modul vytvořený společností Espressif pro beta testování; tento modul používal ESP31B, čip pro beta testování řady ESP32. FCC Část 15.247 testovány (FCC ID: 2AC7Z-ESP32). |
| Espressif         | ESP32-WROOM-32     | na plošném spoji              | 4                 | 0           | První veřejně dostupná deska ESP32 modul společnosti Espressif. FCC Část 15.247 testovány (FCC ID: 2AC7Z-ESPWROOM32). Používá obvod ESP32-D0WDQ6. Původně pojmenovaný „ESP-WROOM-32“. |
| Espressif         | ESP32-WROOM-32E    | na plošném spoji              | 4,8,16            | 0           | Totéž jako ESP32-WROOM-32 ale s Eco V3 procesor revizí |
| Espressif         | ESP32-WROOM-32D    | na plošném spoji              | 4                 | 0           | Revize modulu ESP-WROOM-32 s obvodem ESP32-D0WD místo ESP32-D0WDQ6. Původně pojmenovaný „ESP-WROOM-32D“. |
| Espressif         | ESP32-SOLO-1       | na plošném spoji              | 4                 | 0           | Podobný ESP32-WROOM-32D modul, ale používá jednojádrový ESP32-S0WD chip místo dvoujádrový ESP32-D0WD. |
| Espressif         | ESP32-WROOM-32U    | U.FL patice                   | 4                 | 0           | Alternativa k modulu ESP-WROOM-32D s U.FL konektorem pro externí anténa místo antény na plošném spoji. |
| Espressif         | ESP32-WROVER       | na plošném spoji              | 4                 | 4           | modulová deska ESP32 s 4 MiB pSRAM vytvořený společností Espressif. FCC část 15.247 testovány (FCC ID 2AC7Z-ESP32WROVER). Používá krystalový oscilátor 40 MHz. Nemá U.FL konektor. Používá čip ESP32-D0WDQ6. Moduly dodávané od června 2018 mají mít až 8 MiB pSRAM.                                                                                  |
| Espressif         | ESP32-WROVER-I     | U.FL patice, na plošném spoji | 4                 | 4           | Verze modulu ESP32-WROVER nastavená pro použití on-board konektoru kompatibilního s U.FL. Anténa na plošném spoji není implicitně připojena. |
| Espressif         | ESP32-WROVER-B     | na plošném spoji              | 4                 | 8           | Revize modulu ESP32-WROVER s 8 MiB pSRAM (místo 4 MiB pSRAM) s napájením 3.3V (místo 1.8V v předchozí verze) a ESP32-D0WD (místo ESP32-D0WDQ6). FCC část 15.247 testovány (FCC ID 2AC7Z-ESP32WROVERB). Nezahrnuje U.FL konektor. (Zakázkový pořadí volba pro flash kapacita of 8 MiB nebo 16 MiB také dostupný.)                                      |
| Espressif         | ESP32-WROVER-IB    | U.FL patice, na plošném spoji | 4                 | 8           | Verze modulu ESP32-WROVER-B zkonfigurovaná pro použití on-board konektoru kompatibilního s U.FL. Anténa na plošném spoji není implicitně připojena. |
| Espressif         | ESP32-WROVER-E     | na plošném spoji              | 4,8,16            | 2,8         | Revize modulu ESP32-WROVER s 2 nebo 8 MiB pSRAM (místo 4 MiB pSRAM) s napájením 3.3V (místo 1.8V v předchozí verze) a ESP32-D0WD-V3 nebo v 2MB pSRAM modely, ESP32-D0WDR2-V3. FCC část 15.247 testovány (FCC ID 2AC7Z-ESP32WROVERE). Nezahrnuje U.FL konektor. (Zakázkový pořadí volba pro flash kapacita of 2 MiB, 8 MiB nebo 16 MiB také dostupný.) |
| Espressif         | ESP32-WROVER-IE    | U.FL patice, na plošném spoji | 4,8,16            | 2,8         | Verze modulu ESP32-WROVER-E zkonfigurovaná pro použití on-board konektoru kompatibilního s U.FL. Anténa na plošném spoji není implicitně připojena. |
| Espressif         | ESP32-PICO-V3-ZERO | na plošném spoji              | 4                 | 0           | Vycházející z ESP32-PICO-V3 SiP. Navržen jako modul pro Alexa Propojuje Kit (ACK) a propojující s Amazon Alexa. |
| Ai-Thinker        | ESP32-S            | na plošném spoji              | 4                 | 0           | Modul společnosti Ai-Thinker ekvivalentní s modulem ESP-WROOM-32 společnosti Espressif. (Stejný tvarový faktor a obecné specifikace.) Dříve označovaný „ESP-32S“ s pomlčkou před „32S“, první vydání modulu ESP-32S, který nahradil dříve ohlášený, ale nikdy nedodávaný modul ESP3212.                                                               |
| Ai-Thinker        | ESP32-A1S          | U.FL patice, na plošném spoji | 8                 | 4           | Obsahuje obvod s AC101 audio kodekem, jehož V/V linky (linka, mikrofon, atd.) jsou vyvedeny na vývody desky. Dodává se samostatně nebo jako součást odpovídající audio vývojové desky (“ESP32-Audio-Kit“). |
| AnalogLamb        | ESP-32S-ALB        | na plošném spoji              | 4                 | 0           | Klon modulu ESP-32S (rozměrově kompatibilní s ESP-WROOM-32). Dodává se se zelenou pájecí maskou. |
| AnalogLamb        | ALB-WROOM          | na plošném spoji              | 16                | 0           | Verze modulu ESP-32S-ALB s 16 MiB flash paměti. |
| AnalogLamb        | ALB32-WROVER       | na plošném spoji              | 4                 | 4           | ESP32 modul deska s 4 MiB pSRAM s stejnými rozměry jako ESP-WROOM-32 modul. |
| DFRobot           | ESP-WROOM-32       | na plošném spoji              | 4                 | 0           | Modulová deska podobná ESP-WROOM-32 společnosti Espressif Systems, ale bez FCC certifikace; s krystalovým oscilátorem 26 MHz nebo 32 kHz. |
| eBox & Widora     | ESP32-Bit          | Keramický, U.FL patice        | 4                 | 0           | Modul má keramický anténa a U.FL anténa konektor. Tento modul má jiné rozměry než moduly ESP-WROOM-32/ESP-32S. |
| Goouuu Tech       | ESP-32F            | na plošném spoji              | 4                 | 0           | Modulová deska podobná ESP-WROOM-32 společnosti Espressif Systems. FCC certifikovaný (ID 2AM77-ESP-32F). |
| IntoRobot         | W32                | na plošném spoji              | 4                 | 0           | Modul vzhledem podobný ESP-WROOM-32 společnosti Espressif, ale s jiným rozmístěním vývodů. |
| IntoRobot         | W33                | Keramický, U.FL patice        | 4                 | 0           | Se odlišuje od IntoRobot W32 modul v jeho anténa konfigurace. |
| ITEAD             | PSH-C32            | na plošném spoji              | 1                 | 0           | Modul má neobvykle malou flash paměť na desce. Také jeho rozměry jsou jedinečné a odlišují jej od všech jiných ESP32 modulů. |
| Pycom             | W01                | (není)                        | 8                 | 4           | OEM modul verze of WiPy 2.0. Podporuje Wi-Fi a Bluetooth. FCC ID 2AJMTWIPY01R. |
| Pycom             | L01                | (není)                        | 8                 | 4           | OEM modul verze of LoPy. Podporuje Wi-Fi, Bluetooth, a LoRa. FCC ID 2AJMTLOPY01R. |
| Pycom             | L04                | (není)                        | 8                 | 4           | OEM modul verze of LoPy4. Podporuje Wi-Fi, Bluetooth, LoRa, a Sigfox. |
| Pycom             | S01                | (není)                        | 8                 | 4           | Nevyvíjená. OEM verze modulu SiPy. Podporuje Wi-Fi, Bluetooth, a Sigfox (14 dBm a 22 dBm). |
| Pycom             | G01                | (není)                        | 8                 | 4           | OEM modul verze of GPy. Podporuje mobilní LTE-CAT M1/NB1, Wi-Fi a Bluetooth. |
| u-blox            | NINA-W131          | (není)                        | 2                 | 0           | Patří do řady u-blox NINA-W13 Wi-Fi modulů. |
| u-blox            | NINA-W132          | PIFA                          | 2                 | 0           | Patří do řady u-blox NINA-W13 Wi-Fi modulů. Na deska rovinný inverted-F anténa (PIFA) je tvarován (řez & ohnutý) kov, not na plošném spoji. |

### Vývojové a jiné desky

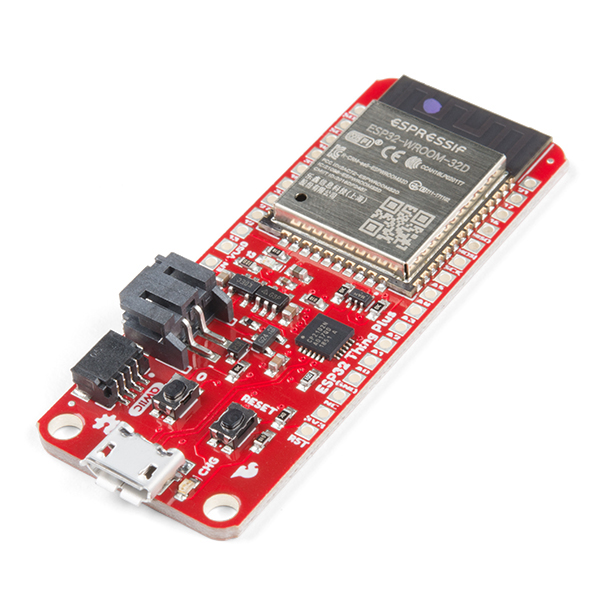
SparkFun Thing Plus - ESP32 WROOM

Vývoj & porušují/zlom-out desky rozšířit způsob propojení vodičů a může přidat funkčnost, často stavební/budova na ESP32 modul desky a provedení jim snazší používat pro vývoj účely (zvláště s breadboards).
| Výrobce/dodavatel     | Jméno                                 | Modul pro povrchovou montáž                                                                                      | Popis |
| --------------------- | ------------------------------------- | --- | --- |
| Espressif             | ESP_Module_Testboard                  | ESP-WROOM-03 | Rozbočovací deska je součástí modulů ESP-WROOM-03 beta. |
| Espressif             | ESP32_Demo Board_V2                   | ESP-WROOM-32 | Vývoj & ukázka deska vytvořený společností Espressif. |
| Espressif             | ESP32-DevKitC                         | ESP32-WROOM-32, v4 přichází s ESP32-WROOM-DA(Duální Anténa), ESP32-WROVER nebo ESP32-Solo (Jediný jádro variant) | Kompaktní vývojová deska vytvořený společností Espressif. Silkscreen označovací na PCB čte „Jádro Deska“. |
| Espressif             | ESP-WROVER-KIT                        | ESP-WROOM-32 nebo ESP32-WROVER                                                                                   | Velký vývojová deska vytvořený společností Espressif. Dříve pojmenovaný ESP32-DevKitJ. |
| Espressif             | ESP32-PICO-KIT                        | ESP32-PICO-D4 | Malý vývojová deska s micro usb a dvěma řadami se 17 piny. FCC ID 2AC7Z-ESP32PICOKIT. |
| Adafruit              | HUZZAH32                              | ESP-WROOM-32 | Také označovaná jako „ESP32 Feather Deska“, HUZZAH32 je kompaktní vývojová deska/modul, která je kompatibilní s rodinou výrobků Adafruit Feather.                                                                |
| Ai-Thinker            | NodeMCU-32S                           | ESP-32S | NodeMCU-jako vývojová deska. |
| Ai-Thinker            | ESP32-CAM                             | ESP32-S | Kompaktní (27 mm x 40.5 mm) deska s plochý kabel Camera Serial Interface s podporou pro 1600 x 1200 pixelů OV2640 nebo 640 x 480 OV7670 fotoaparát/kamera. Má 9 použitelných V/V linek a microSD slot pro kartu. |
| AnalogLamb            | ESP32 Development Board               | ESP-32S-ALB nebo ALB-WROOM                                                                                       | Vývojová deska podobná ESP32-DevKitC společnosti Espressif s USB/sériovým můstkem CP2102. 4 MiB verze používá ESP-32S-ALB; 16 MiB verze používá modul ALB-WROOM.                                                 |
| AnalogLamb            | Maple ESP32                           | ESP-32S-ALB | Vývojová deska s Arduino-styl spojení a CP2104 USB/sériový rozhraní. |
| duben Brother         | ESPea32                               | † | Vývojová deska s perfboard plocha, které může být volitelně mezní. |
| ArduCAM               | ESP32 UNO                             | ESP-32S | Vývojová deska podobná Arduinu Uno s ESP32 IoT UNO rámcem s podporou pro SPI ArduCAM, vývody pro baterii a slotem pro uSD kartu.                                                                                 |
| Arduino               | Aruino Nano ESP32                     | U-Blox NORA-W106-10B (založený na obvodu ESP32-S3)                                                               | Rozměry jako Arduino Nano footprint |
| Banana pi             | BPI:bit                               | ESP-32S | vývojová deska pro Webduino a Arduino |
| Banana pi             | BPI-UNO32                             | ESP32-S | vývojová deska pro Arduino |
| DoIT                  | ESPduino32                            | ESP-WROOM-32 | Plnohodnotná vývojová deska podobná Arduinu Uno kompatibilní s Arduino Shields s více SPI & IO piny. Deska je klonem WeMos D1 R32 s konektorem USB Type B.                                                       |
| DoIT                  | ESP32 DEVKIT V1                       | ESP-WROOM-32 | ESP32 DevKit V1 je pravděpodobně nejoblíbenější mezi bastlíři a učiteli pro své snadné použití a univerzálnost v různých elektronických projektech. Zapojení vývodů Je nejčastěji kopírovaný.                    |
| EzSBC                 | ESP32-01 rozbočovací a vývojová deska | ESP-WROOM-32 | Plnohodnotná vývojová deska s dva tribarevný LEDs a vyhovuje na nepájivé pole/zkušební konstrukce. |
| Gravitech & MakerAsia | Nano32                                | † | Vývojová deska, která přímo začleňuje ESP32 chip. |
| HydraBus              | HydraESP32                            | ESP-WROOM-32 nebo ESP-32S                                                                                        | HydraESP32 HydraBus v1.1 Rev1 shield/rozbočovací deska pro ESP-WROOM-32 nebo ESP-32S. Toto shield může být používán s nebo bez HydraBus deska.                                                                   |
| Noduino               | Kvantový                              | † | Vývojová deska ve stylu Arduina, která přímo začleňuje ESP32 chip. |
| Olimex                | ESP32-Brána                           | ESP32-WROOM32 | Wi-Fi/Bluetooth/Ethernet |
| Olimex                | ESP32-DevKit-LiPo                     | ESP32-WROOM-32                                                                                                   | pinově kompatibilní s ESP32-CoreBoard, ale má navíc Lipo nabíječku a schopnost pracovat na LiPo. |
| Olimex                | ESP32-POE-ISO                         | ESP32-WROOM-32/UE                                                                                                | Vývojová deska pro Wi-Fi/Bluetooth/Ethernet s Power over Ethernet a 2W izolovaným stejnosměrným zdrojem |
| Olimex                | ESP32-POE                             | ESP32-WROOM-32                                                                                                   | Vývojová deska Wi-Fi/Bluetooth/Ethernet s Power over Ethernet |
| Olimex                | ESP32-PRO                             | † | Wi-Fi/Bluetooth a mikrořadič PIC32MX270F256DT a 32 Mb SPI flash a 32 Mb PSRAM. ESP32-PRO-C obsahuje externí crypto stroj s ATECC508A                                                                             |
| Olimex                | ESP32-EVB                             | ESP32-WROOM32 | Wi-Fi/Bluetooth/Ethernet vývojová deska s MicroSD, MŮŽE, IR, LiPo, a dva relays. |
| Olimex                | ESP32-ADF                             | ESP32-WROVER-B                                                                                                   | audio vývoj rámec deska s stereo microphones, reproduktory, audio výstup jack. |
| Pycom                 | WiPy                                  | † | MicroPython programovatelný Wi-Fi & Bluetooth IoT vývoj platforma s 1 km Wi-Fi rozsah. WiPy verze 2.0 a 3.0 používá ESP32.                                                                                       |
| Pycom                 | LoPy                                  | † | Pycom deska pro 3 sítě vybavená LoRa, Wi-Fi (1 km rozsah), a BLE. |
| Pycom                 | LoPy4                                 | ? | Pycom deska pro 4 sítě vybavená LoRa, Sigfox, Wi-Fi (1 km rozsah), a BLE. |
| Pycom                 | SiPy                                  | † | Pycom deska pro 3 sítě vybavená Sigfox, Wi-Fi (1 km rozsah), a BLE. |
| Pycom                 | GPy                                   | † | Pycom deska pro 3 sítě vybavená LTE-M, Wi-Fi (1 km rozsah), a BLE. |
| Pycom                 | FiPy                                  | † | Pycom deska pro 5 sítí vybavená LTE-M, LoRa, Sigfox, Wi-Fi (1 km rozsah), a BLE. |
| SparkFun              | ESP32 Věc                             | † | Kompaktní vývojová deska s FTDI FT231x USB/sériový rozhraní a LiPo nabíječku vestavěný. |
| SunDUINO              | ESP32 MiniBoard                       | ESP-WROOM-32 | rozbočovací deska kompatibilní s Espressif ESP32-DevKitC. Nemá on-board USB-UART. |
| SunDUINO              | ESP32 MiniBoard v2                    | ESP32-Wrover-B/IB                                                                                                | rozbočovací deska s Silabs CP2102, nabíječka baterie. Kompatibilní s Espressif DEVkit. |
| SunDUINO              | ESP32 SunDUINO                        | ESP-WROOM-32 nebo ESP-32S                                                                                        | Vývojová deska ve stylu Arduina. Neobsahuje USB-UART. |
| SwitchDoc Laboratoře  | BC24                                  | ESP-WROOM-32 | ESP32 rozbočovací deska s 24 SK6812RGBW LEDs s Grove Konektory pro snadný prototypování. Zapojení vývodů je kompatibilní s USB-UART a Feather.                                                                   |
| Watterott             | ESP-WROOM32-rozbočovací deska         | ESP-WROOM-32 | rozbočovací deska kompatibilní s Espressif ESP32-DevKitC. |
| WEMOS                 | LOLIN32 [zastaralý]                   | ESP-WROOM-32 | |
| WEMOS                 | LOLIN32 Lite [zastaralý]              | † | ESP32-D0WDQ6 |
| WEMOS                 | LOLIN32 Pro [zastaralý]               | ESP32-WROVER | MicroSD slot pro kartu (podporuje SD a SPI režim) |
| WEMOS                 | LOLIN D32                             | ESP-WROOM-32 | |
| WEMOS                 | LOLIN D32 Pro                         | ESP32-WROVER | I2C port, TFT port a Micro SD slot pro kartu (nosič/podpora SPI režim) |
| Widora                | Vzduch                                | † | Kompaktní ESP32 vývojová deska. |
| MagicBit              | Magic Bit Core                        | ESP-WROOM-32 | Kompaktní vývojová deska pro ESP32 s displejem a několika senzory pro pohodlnou učení embedded vývoje. |

† ESP32 SoC je přímo součástí vývojové desky; nepoužívá žádnou desku modulů.

## Programování
Programovací jazyky, rámce, platformy a prostředí používané pro programování ESP32:
- ESP-IDF[64][65] – Oficiální vývojový rámec IoT společnosti Espressif pro ESP32, ESP32-S, ESP32-C a řada ESP32-H SoCs.
- Arduino-ESP32[66] – Jádro Arduino pro ESP32, ESP32-S2, ESP32-S3 a ESP32-C3.
- Espruino – JavaScript SDK a firmware blízce emulující Node.js
- MicroPython (a CircuitPython) – štíhlá implementace jazyka Python 3 pro mikrokontroléry.
- Lua Net/IoT toolkit pro ESP32-Wrover[67]
- Moddable SDK[68] - moderní JavaScript a TypeScript s síťovými, grafickými a ECMA-419 [69] APIs
- Mongoose OS – operační systém pro výrobky ovládáné mikrokontroléry; programovatelný v jazycích JavaScript a C; platforma, kterou doporučují Espressif Systems,[70] AWS IoT,[71] a Google Cloud IoT.[72]
- mruby pro ESP32
- NodeMCU – firmware v jazyce Lua
- PlatformIO[73]
- Rust[74][75]
- Visual Studio Code s oficiálně podporoval Espressif Integrovaný/zabudovaný Vývoj Rámec (ESP-IDF) Rozšíření[76]
- Zerynth – Python pro IoT a mikrokontrolérů, včetně ESP32
- Matlab
- Matlab Simulink
- ESPHome — ESPHome je systém pro ovládání ESP8266/ESP32 jednoduchými, ale výkonnými konfigurační soubory a jeho řízení na dálku systémy domácí automatizace.

## Přijetí a používání
Komerční a průmyslové použití obvodů ESP32:

### Použití v komerčních zařízeních
- Náramek se svítivými diodami a technologií IoT pro účastníky výročního shromáždění společnosti Alibaba Group v roce 2017. Každý náramek přijímal příkazy pro koordinované ovládání LED světel a fungoval jako jeden „pixel“, což umožňovalo vytvářet „živé bezdrátově ovládané“ obrazovky.[77]
- M1 společnosti DingTalk, biometrický systém sledování docházky.[78]
- LIFX Mini, řada dálkově ovládaných LED žárovek.[79]
- Pium, zařízení pro domácí aromaterapii a šíření vůní.[80]
- Odroid Go, Kit kapesního herního zařízení společnosti HardKernel s ESP32 vytvořený jako připomínka 10. výročí Odroidu.[81]
- Playdate, kapesní herní konzole vyvinutá společně společností Panic Inc. a Teenage Engineering.
- Octopus Energie Mini, v reálném čase pracující monitor energie s ESP32-C6.[82]

### Použití v průmyslových zařízeních
- Moduly X1 a X2 řady Moduino X firmy TECHBASE jsou počítače s ESP32-WROVER / ESP32-WROVER-B pro průmyslovou automatizaci a monitorování s podporou digitálních vstupů a výstupů, analogových vstupů a různých rozhraní počítačových sítí.[83]
- Průmyslová zařízení NORVI IIOT s ESP32-WROVER / ESP32-WROVER-B SOC pro průmyslovou automatizaci a monitorování s digitálními vstupy, analogovými vstupy, reléovými výstupy a dalšími komunikačními rozhraními. Podporuje rozšířující moduly LoRa a Nb-IoT.[84]